# سكان فنزويلا

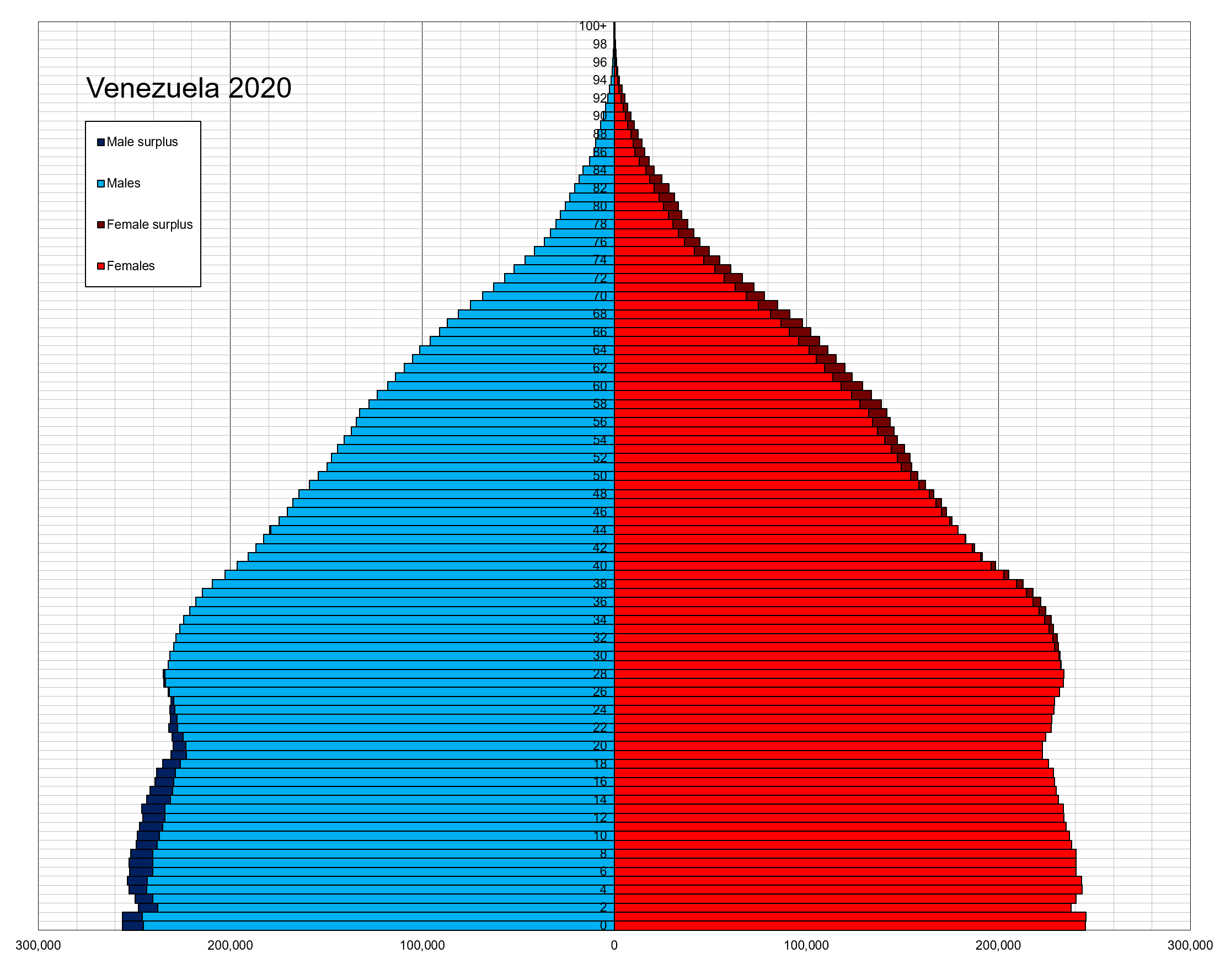

التركيبة السكانية لفنزويلا، (بالإنجليزية: Demographics of Venezuela)‏، هي حالة ونظرة عامة لشعب فنزويلا. المواضيع الديمغرافية، وتشمل التعليم الأساسي، والصحة، والإحصاءات السكانية، وكذلك تحديد الانتماءات العرقية، والدينية.

## نظرة عامة
الشعب الفنزويلي، يضم مزيجا من الثقافات، والحضارات، ساهم بها الهنود الأمريكيي تاريخيا، والمستعمرون الإسبان، والعبيد الأفارقة، وذلك بدرجات متفاوتة.
في وقت لاحق، موجات من المجموعات الأوروبية (الايطاليين والبرتغاليين والألمان) هاجروا إلى فنزويلا في القرن 20، فأثروا على جوانب كثيرة من نواحي الحياة في فنزويلا، بما في ذلك الثقافة، واللغة، والغذاء، والموسيقى.

## حقائق العالم الإحصاءات الديموغرافية

### عدد السكان
- ويبلغ عدد سكانها 27635743 نسمة في يوليو 2011.

### العمر المتوقع عند الولادة
- عدد السكان: 73.93 سنة
- الذكور: 70.84 سنة
- الإناث: 77.17 سنة (2011 تخمين).

### معدل النمو السكاني
- 1.508٪ (2009 تقدير).

### معدلات المواليد والوفيات
- 18،71 ولادة لكل 1000 من السكان (تقديرات 2006).
- 4،92 حالة وفاة لكل 1000 من السكان (تقديرات 2006).

### معدل الخصوبة الكلية
- 2،42 طفل لكل امرأة (2011 تقدير).

### معدل وفيات الرضع
- 21.54 حالة وفاة لكل 1000 ولادة حية (تقديرات 2006).

### العمر هيكل
| الفئة العمرية (سنوات) | %     | ذكر       | أنثى      |
| --------------------- | ----- | --------- | --------- |
| 0-14:                 | 29.9% | 3,909,876 | 3,667,958 |
| 15-64:                | 65%   | 8,287,255 | 8,209,599 |
| 65 و الأعلى:          | 5.1%  | 590,236   | 710,357   |

### نسبة الجنس
| عمر          | نسبة (ذكور/إناث) |
| ------------ | ---------------- |
| كامل:        | 1.02             |
| عند الولادة: | 1.07             |
| تحت 15:      | 1.07             |
| 15-64:       | 1.01             |
| آخر 65:      | 0.83             |

### العرق
وفقا لكتاب الحقائق العالمي لوكالة المخابرات المركزية, أن في فنزويلا مجموعات عرقية رئيسية هي: من أصول أوروبية، وأفريقية، والسكان الأصليين.

### الانتماء الديني
الأغلبية الساحقة من الفنزويليين، من أتباع المذهب الكاثوليكي.
| الدين            | %   |
| ---------------- | --- |
| الرومان كاثوليك: | 96% |
| البروتستانت:     | 10% |
| آخرون:           | 2%  |

ووفقا لتقديرات الحكومة، 92٪ من السكان على الأقل اسميا من الروم الكاثوليك، والباقي 8٪ من البروتستانت، أو غير ديني. كما أن مجلس الفنزويلية الإنجيلية، تقدر أن الإنجيليين البروتستانت، يشكلون 10٪ من السكان.